# E allora baciami
E allora baciami è il secondo romanzo di Roberto Emanuelli, il primo dell'autore ad essere pubblicato dalla grande editoria (Rizzoli).
Pubblicato il 27 aprile 2017, ha riscosso subito un grande successo, vendendo in pochi mesi oltre 100 000 copie, piazzandosi fra i primi dieci romanzi più venduti in Italia nel 2017 e diventando il quinto libro più venduto su Amazon, nello stesso anno.
È stato tradotto in lingua spagnola e pubblicato, a ottobre 2018, in Spagna e nei paesi dell'America Latina dalla casa editrice Planeta; tradotto e distribuito anche in Serbia e Albania.
È stato ripubblicato nelle edizioni BUR ad aprile 2019.

## Edizioni
- E allora baciami, Rizzoli, aprile 2017, ISBN 978-88-17-09352-1.
- E allora baciami, edizioni BUR, aprile 2019, ISBN 9788817101493
- La vida son dos días, entonces bésame, Planeta, ottobre 2018 (edizione spagnola)
- Sada me poljubi, Vulkan, 2018, ISBN 978-86-10-02562-0 (edizione serba)
- Atëherë puthmë, Bota Shqiptare, ISBN 9789928002785 (edizione albanese)